# 교육항공집단
교육항공집단(教育航空集団 교이코쿠슈단[*], 영어: Air Training Command)은 지바현 가시와시 시모후사 항공기지에 본부를 두고 있는 해상자위대의 항공 훈련사령부이다. 항공정비원과 항공기지대원의 육성업무는 해상자위대 제3술과학교에서 맡고있다.

## 역사
교육항공집단은 1961년 9월 1일에 이와쿠니 항공기지에서 창설되었다. 창설되기 앞서 1958년 2월 1일에 첫 항공교육대인 이와쿠니 항공교육대가 창설되었고, 연말 12월 16일에는 가노야 항공대의 교육부가 부대로 독립하여 가노야 교육항공대로 명명되었다. 두 부대는 대(隊)에서 군(群)으로, 그리고 도쿠시마 항공대 소속 제14비행대가 제204교육항공대, 다테야마 항공대의 제151비행대와 교육부가 각각 제211교육항공대, 제221교육항공대로 재편성과 동시에 교육항공집단으로 전속하였다.

## 편성
- 오즈키 교육항공군 - 오즈키 항공기지;
- 도쿠시마 교육항공군 - 도쿠시마 항공기지;
- 시모후사 교육항공군 - 시모후사 항공기지; 1974년 2월
- 제211교육항공대 - 가노야 항공기지 (TH-135
- 제211교육항공대 - 가노야 항공기지 (SH-60K)